# .cz
.cz è il dominio di primo livello nazionale assegnato alla Repubblica Ceca.
È amministrato da CZ.NIC.